# 伊萬基夫 (特諾皮爾州)
48°49′23″N 26°9′50″E / 48.82306°N 26.16389°E
伊萬基夫（羅馬化：Ivankiv）是烏克蘭西部捷爾諾波爾州喬爾特基夫區斯卡拉波迪利斯卡市鎮的村莊，面積6.74平方公里，海拔高度255米，2001年人口1,718，人口密度每平方公里254.9人。